# Nacaduba singapura
Nacaduba singapura är en fjärilsart som beskrevs av Corbet 1938. Nacaduba singapura ingår i släktet Nacaduba och familjen juvelvingar. Inga underarter finns listade i Catalogue of Life.